# Гаструляція
Гаструля́ція — це складний біохімічний та морфогенетичний процес в період ембріонального розвитку, який супроводжується розвитком клітин їх частковою детермінацією, а також спрямований закономірним пересуванням у наслідок чого утворюється три зародкові листки. Період гаструляції слідує за періодом дроблення, його заключною фазою — бластуляцією, а зародок у цей період називається гаструлою.
У процесі гаструляції (іноді пізніше) у всіх тварин, крім двошарових (губки та кишковопорожнинні), починає відокремлюватися третій зародкової листок — мезодерма, що розташовується між ектодермою і ентодермою.
У процесі гаструляції зародкові листки займають положення, відповідне плану будови дорослого організму, а у тварин з регуляційним типом розвитку здійснюється взаємодія між частинами зародка, необхідна для детермінації зачатку центральної нервової системи.

## Способи гаструляції
Майже у всіх тварин гаструляція здійснюється за допомогою інтенсивних морфогенетичних рухів. Залежно від типу бластули і від того, який з морфогенетичних рухів переважає, розрізняють такі основні способи утворення двошарового зародка, або способи гаструляції:
1. інвагінація — вгинання частини стінки бластули (бластодерми) всередину зародка, що призводить до утворення гаструли з порожниною — гастроцілем, сполученою із зовнішнім середовищем отвором — бластопором.
2. імміграція — виселення окремих клітин бластодерми в бластоціль з одного місця (уніполярна імміграція) або з різних (мультиполярна імміграція), гастроціль при цьому не утворюється;
3. епіболія — обростання великих нерухомих клітин вегетативної півкулі зародка дрібнішими клітинами його анімальної області;
4. деламінація, або розшарування — ентодерма утворюється або шляхом ділення клітин паралельно поверхні (рідкісна форма гаструляції), або шляхом диференціювання спочатку однорідних клітин морули (без їх розподілу) на екто-і ентодерму в залежності від положення клітин — на поверхні або в глибині зародка. Зазвичай гаструляція здійснюється поєднанням різних способів.

## Утворення мезодерми
Мезодерма утвориться або незалежно від первинних зародкових листків, або спочатку входить до складу одного з них і відділяється пізніше. У всіх безхребетних тварин, окрім голкошкірих, вона складається з двох або кількох вихідних клітин — телобластів (телобластічний спосіб утворення мезодерми). У голкошкірих і всіх хордових, окрім вищих хребетних, мезодерма виділяється з первинної ентодерми (ентероцельний спосіб). У ланцетника мезодерма відділяється з даху гастроцеля у вигляді двох карманоподібних виступів, між якими знаходиться матеріал хорди. У земноводних матеріал мезодерми і хорди займає спинну частину первинного кишечника або дах гастроцеля, дно якого утворено ентодермальними клітинами; в процесі гаструляції клітини ентодерми починають підростати під дах гастроцеля, а клітини мезодерми вростати між ектодерми і ентодерми; закінчення відокремлення мезодерми від ентодерми відбувається пізніше, в період нейруляції, У плазунів, птахів і ссавців у процесі гаструляції мезодерма мігрує через первинну смужку з епібласту (первинної ектодерми). Клітини майбутньої хорди інвагінують в область гензенівского вузлика.